# Resupinus
 (octobre 2024).
Si vous disposez d'ouvrages ou d'articles de référence ou si vous connaissez des sites web de qualité traitant du thème abordé ici, merci de compléter l'article en donnant les références utiles à sa vérifiabilité et en les liant à la section « Notes et références ».
 (juin 2024).
La mise en forme du texte ne suit pas les recommandations de Wikipédia : il faut le « wikifier ».
Les points d'amélioration suivants sont les cas les plus fréquents. Le détail des points à revoir est peut-être précisé sur la page de discussion.
- Les titres sont pré-formatés par le logiciel. Ils ne sont ni en capitales, ni en gras.
- Le texte ne doit pas être écrit en capitales (les noms de famille non plus), ni en gras, ni en italique, ni en « petit »…
- Le gras n'est utilisé que pour surligner le titre de l'article dans l'introduction, une seule fois.
- L'italique est rarement utilisé : mots en langue étrangère, titres d'œuvres, noms de bateaux, etc.
- Les citations ne sont pas en italique mais en corps de texte normal. Elles sont entourées par des guillemets français : « et ».
- Les listes à puces sont à éviter, des paragraphes rédigés étant largement préférés. Les tableaux sont à réserver à la présentation de données structurées (résultats, etc.).
- Les appels de note de bas de page (petits chiffres en exposant, introduits par l'outil «  Source ») sont à placer entre la fin de phrase et le point final[comme ça].
- Les liens internes (vers d'autres articles de Wikipédia) sont à choisir avec parcimonie. Créez des liens vers des articles approfondissant le sujet. Les termes génériques sans rapport avec le sujet sont à éviter, ainsi que les répétitions de liens vers un même terme.
- Les liens externes sont à placer uniquement dans une section « Liens externes », à la fin de l'article. Ces liens sont à choisir avec parcimonie suivant les règles définies. Si un lien sert de source à l'article, son insertion dans le texte est à faire par les notes de bas de page.
- La présentation des références doit suivre les conventions bibliographiques. Il est recommandé d'utiliser les modèles {{Ouvrage}}, {{Chapitre}}, {{Article}}, {{Lien web}} et/ou {{Bibliographie}}. Le mode d'édition visuel peut mettre en forme automatiquement les références.
- Insérer une infobox (cadre d'informations à droite) n'est pas obligatoire pour parachever la mise en page.

Pour une aide détaillée, merci de consulter Aide:Wikification.
Si vous pensez que ces points ont été résolus, vous pouvez retirer ce bandeau et améliorer la mise en forme d'un autre article.
En chant grégorien, le terme resupinus (ou au féminin, resupina, du latin resupinus, a, um, renversé, qui redresse la tête, insouciant) désigne un neume composé, auquel a été ajouté en suffixe une note plus élevée que la note finale du neume de base. On voit parfois respinus, mais cette forme paraît incorrecte.
En termes purement mélodiques, le resupinus pourrait s'analyser comme un mécanisme de construction des neumes. Ainsi, le scandicus /\/ s’analyse musicalement -mais d'une manière très théorique- comme un clivis respinus /\ + /, ce qui correspond souvent à la notation cursive de Saint Gall.
Dans la notation cursive, le resupinus est nettement individualisé dans la notation de Laon, où il prend presque toujours la forme d'une virga juxtaposée au neume après une coupure neumatique. Dans la notation de Saint Gall, l'individualisation est moins nette, la virga étant souvent liée au neume qui la précède.
Dans les compositions grégoriennes, le resupinus précède généralement un changement de syllabe, à l'unisson ou à un degré inférieur.
Sur le plan rythmique, l'interprétation naturelle du resupinus semble être celle d'une note de transition, qui s'ajoute au neume qui la précède pour le réveiller avant l'arrêt qu'il semble marquer et le mener vers la syllabe suivante. L'interprétation correspondante consiste à ralentir l'exécution du neume précédant comme s'il s'agissait d'un neume final, puis de prendre la note resupinus sur la dernière partie du dernier temps du neume, le réveillant pour poser le temps fort ultérieur (ictus) sur la première note du neume suivant.